# Gluta cambodiana
Gluta cambodiana là một loài thực vật có hoa trong họ Đào lộn hột. Loài này được Pierre mô tả khoa học đầu tiên năm 1897.